# Nhót Delavay
Nhót Delavay (danh pháp khoa học: Elaeagnus delavayi) là một loài thực vật có hoa trong họ Elaeagnaceae. Loài này được Lecomte mô tả khoa học đầu tiên năm 1915.